# Нефтянка (село)
Нефтянка (чечен. Мехкадаьттан-Ирзе) — село в Веденском районе Чеченской Республики. Входит в состав Веденского сельского поселения.

## География
Село расположено на левом берегу реки Ахкичу, напротив районного центра Ведено.
Ближайшие населённые пункты: на севере — село Октябрьское, на северо-востоке Ведено, на северо-западе — село Эшилхатой, на востоке — село Дышне-Ведено.

## Население
| 1990 | 2002 | 2010 |
| ---- | ---- | ---- |
| 272  | ↘238 | ↗300 |